# تربوشنیتسا (لازارواتس)
تربوشنیتسا (به صربی: Trbušnica) یک منطقهٔ مسکونی در صربستان است که در لازارواتس واقع شده‌است.